# Anita Brookner
Anita Brookner (Londra, 16 luglio 1928 – 10 marzo 2016) è stata una scrittrice, critica d'arte e saggista inglese.

## Biografia
Sottile e acuta osservatrice delle persone e del mondo che la circondava e delle situazioni con cui veniva a confrontarsi, la Brookner descrisse, in maniera nostalgica ed intimista, personaggi a mezze tonalità e la maniera con cui essi avevano perso la loro via. Nel 1967 fu la prima donna a occupare la cattedra Slade dell'Università di Cambridge, fondata nel 1869 per l'insegnamento delle belle arti, entrando a far parte dei più importanti critici d'arte del tempo.
Nel 1984 vinse il Booker Prize per Hotel du Lac. Fu spesso paragonata a Henry James e Jane Austen. Nelle sue opere, Brookner affrontò un tema centrale, di stampo vittoriano, ben percepibile in Guardatemi (Look at me, 1983), cui fa da sfondo lo stato di depressione di una donna arguta, causato dalla mancata soddisfazione di un desiderio. Le sue opere, forse troppo ripetitive, sono comunque riabilitate da una grande sensibilità psicologica e nitidezza di scrittura. Morì il 10 marzo 2016 all'età di 87 anni.

## Opere
- A Start in Life, 1981 (The Debut negli USA)
- Providence, 1982
- Look at Me, 1983 (Guardatemi, trad. di Amina Pandolfi, Serra e Riva, Milano, 1987; Giano, Varese, 2002; Neri Pozza, Vicenza, 2008)
- Hotel du Lac, 1984 (Hotel du Lac, trad. di Marco Papi, Mondadori, Milano, 1986; Neri Pozza, Vicenza, 2011)
- Family and Friends, 1985
- A Misalliance, 1986 (Disincanto, trad. di Chiara Spalino Rocca, Mondadori, Milano, 1988)
- A Friend from England (1987)
- Latecomers, 1988 (Nostalgia, trad. di Maria Cristina Paganoni, Edizioni dell'Arco, Milano, 2000)
- Lewis Percy, 1989
- Brief Lives, 1990
- A Closed Eye, 1991
- Fraud, 1992
- A Family Romance, 1993 (Dolly negli USA)
- A Private View, 1994
- Incidents in the Rue Laugier, 1995 (Rue Laugier, trad. di Elena Dal Pra, Giano, Varese, 2004; Neri Pozza, Vicenza, 2009)
- Altered States, 1996
- Visitors, 1997 (Una strana estate, trad. di Maria Cristina Paganoni, Lubrina, Bergamo, 2002)
- Falling Slowly, 1998
- Undue Influence, 1999
- The Bay of Angels, 2001
- The Next Big Thing, 2002 (Making Things Better negli USA) (La prossima avventura, trad. di Margherita Bignardi, Giano, Varese, 2003)
- The Rules of Engagement, 2003 (Le regole dell'impegno, trad. di Elena Dal Pra, Neri Pozza, Vicenza, 2008)
- Leaving Home, 2005 (Lasciando casa, trad. di Ada Arduini, Neri Pozza, Vicenza, 2013)
- Strangers, 2009 (Una vita a parte, trad. di Simona Fefé, Neri Pozza, Vicenza, 2010)